# Жозефіна-Шарлотта Бельгійська
Жозефіна-Шарлотта Бельгійська (фр. Joséphine-Charlotte de Belgique, нім. Joséphine Charlotte von Belgien), повне ім'я Жозефіна-Шарлотта Стефанія Інгеборга Єлизавета Марія Жозе Маргарита Астрід Бельгійська (фр. Joséphine-Charlotte Stéphanie Ingeborg Elisabeth Marie José Marguerite Astrid de Belgique; 11 жовтня 1927 — 10 січня 2005) — бельгійська принцеса із Саксен-Кобург-Готської династії, донька короля Бельгії Леопольда III та шведської принцеси Астрід, дружина великого герцога Люксембургу Жана, матір правлячого великого герцога Анрі.

## Біографія

### Дитинство та юність
Жозефіна-Шарлотта народилась 11 жовтня 1927 року у Королівському палаці Брюсселя. Вона стала первістком в родині кронпринца Бельгії Леопольда та його першої дружини Астрід Шведської, народившись за одинадцять місяців після весілля батьків. Під час вагітності матір подорожувала Бельгією, а також читала біографію Жозефіни де Богарне, що приходилася їй пра-пра-прабабкою. Тож, перше ім'я дівчинка отримала на її честь, друге — на честь хресної матері Шарлотти Люксембурзької. З приводу народження королівської доньки був дан двадцять один гарматний залп.Хрестини відбулися у церкві Saint Jacques-sur-Coudenberg.
До шести років Жозефіна-Шарлотта росла в замку Стювенберг в Лакені. Літом кілька тижнів проводила з батьками на віллі Фрідхем у Швеції.
Країною в той час правив її дід Альберт I. У лютому 1934 він загинув, зірвавшись зі скелі під час альпіністського сходження. Трон успадкував Леопольд.
Влітку 1935, коли доньці йшов восьмий рік, батьки взяли її із молодшим братом Бодуеном на відпочинок до Швейцарії. Наприкінці серпня дітей відправили назад до Брюсселя. А наступного ранку матір загинула у автокатастрофі, що трапилася на берегу Фірвальдштетського озера. Наступні кілька місяців за Жозефіною-Шарлоттою та її братами приглядала тітка Маргарита, що терміново прибула з Данії.
Першу освіту юна принцеса отримувала у школі при палаці, а У 1940 — її відправили до інтернату. 10 травня 1940, після вторгнення нацистських військ на територію Бельгії, королівські діти були переправлені спочатку до Франції. а потім — до Іспанії. Леопольд відмовився залишити країну і очолити уряд у вигнанні. Проте, також він відмовився підписувати капітуляцію і затверджувати склад колабораціоністського уряду. король залишився у добровільному полоні і перебував під домашнім арештом у Лакенському палаці. Три місяці діти нічого не знали про долю батька, так само, як і він — про їхню.
Наприкінці 1941 року він таємно вступив у другий шлюб із донькою губернатора Західної Фландрії Анрі Баелса, Ліліан.
У 1942 Жозефіна-Шарлотта навчалася шляхом приватних уроків з репетиторами, а Ліліан Баелс стала турботливою та люблячою мачухою їй та її братам. Жили вони в Лакенському палаці та замку Сьєрнон в Арденнах.
7 червня 1944 королівська родина була депортована до Німеччини. До 6 березня 1945 її тримали у замку Хірштайн в Саксонії. а після цього — перевезли до Штробль-ам-Вольфгангзеє у Австрії. Звільнення прийшло від американських військ 7 травня 1945. Після цього сім'я переїхала до Швейцарії, де оселилася на віллі «Le Reposoir» у Преньї, поблизу Женеви, оскільки уряд заборонив Леопольду повертатися до Бельгії, звинувачуючи його у співпраці з нацистами.
У Швейцарії Жозефіна-Шарлотта продовжила своє навчання. Вона відвідувала «Ecole Supérieure de Jeunes Filles», а згодом прослухала курс дитячої психології у Женевському університеті, який викладав Жан Піаже.
У 1949 принцеса відвідала батьківщину. Її візит тривав з 11 по 16 квітня. Бельгійці були вражені її схожістю із улюбленою королевою Астрід.
У Бельгії 1950 року проведено референдум, за результатами якого королю було дозволено повернутися до країни та відновити правління. Звинувачення у колабораціонізмі були зняті за чотири роки до цього. Проте, володарювання її батька виявилось зовсім нетривалим. Почалися зіткнення на політичному та національному ґрунті, страйки, виникла загроза громадянської війни. Леопольд III в напруженій обстановці зрікся престолу на користь старшого сина Бодуена. Принцеса Жозефіна-Шарлотта, окрім звичайних службових обов'язків як представника королівської сім'ї, активно займалася питаннями соціальної сфери та мистецтва.

### Шлюб
7 листопада 1952 було оголошено про заручини принцеси Бельгії Жозефіни-Шарлотти із спадкоємцем люксембурзького престолу Жаном Бенуа Гійомом, старшим сином правлячої великої герцогині Шарлотти. Весілля відбулося 9 квітня 1953 у Соборі Люксембурзької Богоматері. Нареченій було 25 років, нареченому — 32. Національний банк Бельгії Société Générale як весільний подарунок презентував принцесі діамантову тіару. Після медового місяця, влітку 1953 молодята оселилися у замку Бецдорф, що на сході крайни. Він залишався їхньою резиденцією наступні одинадцять років. Політично мотивований, шлюб виявився щасливим. У подружжя народилося п'ятеро дітей.

### Велика герцогиня
У квітні 1961 її чоловік став намісником держави, під його наглядом вирішувались поточні державні справи. А у листопаді 1964 велика герцогиня Шарлотта зреклася трону на його користь. Жан офіційно став правителем Люксембургу.
Жозефіна-Шарлотта займалася соціальними питаннями, що стосувалися проблем здоров'я, дитинства та сім'ї. Була патроном кількох благодійних та філантропічних організацій, зокрема, Союзу добровільних донорів крові та Люксембурзького педітричного товариства.
Із 1969 очолювала Бельгійську організацію Червоного Хреста.
Також покровительствовала мистецтвам. Була почесним президентом Люксембурзького філармонічного оркестра. Під її наглядом у 1991—1996 проходила реставрація Палацу великих герцогів. В замку Кольмар-Берг Жозефіна-Шарлотта зібрала чудову колекцію сучасного мистецтва, яка вперше була виставлена у 2003 році в Національному музеї історії та мистецтва.
У вільний час велика герцогиня займалася садівництвом, вирощуванням квітів та спортом, у тому числі, його водними видами та катанням на лижах. Полюбляла полювання та риболовлю. Вікенди часто проводила із дружинами своїх братів, Паолою і Фабіолою у замку Сьєрнон.

### Останні роки
Після зречення чоловіка проживала з ним у замку Фішбах.
У 2002 Жозефіна-Шарлотта здивувала свою родину, погодившись знятися у данському документальному фільмі про нащадків короля Крістіана IX.
2003 року було оголошено, що велика герцогиня страждає від онкозахворювання. Лікування проходило у Брюссельському інституті Борде.
Померла 10 січня 2005 у віці 77 років від раку легень у замку Фішбах в оточенні своєї родини. Згідно з останньою волею, тіло Жозефіни-Шарлотти було кремоване. Урна з прахом покоїться у склепі герцогської родини в Соборі Люксембурзької Богоматері.
2006-го року діти великої герцогині мали намір виставити на аукціоні Сотбі близько 150 ювелірних виробів, що їй належали. Проте, у зв'язку з широкою критикою, продаж скасовано, щоб не кинути тінь на образ династії.

## Цікаві факти
- Велика герцогиня висловлювала не схвалювала шлюбу свого сина Анрі із простолюдинкою Марією-Терезою Местре. А із своїх 22 онуків ближчі відносини у неї складалися з тими, хто був народжений від династичних союзів.[2]

## Родина
Чоловік — Жан, великий герцог Люксембурзький
Діти:
- Марія-Астрід (нар.1954) — дружина ерцгерцога Австрійського Карла Крістіана, має трьох синів та двох доньок;
- Анрі (нар.1955) — великий герцог Люксембурга з 2000 року, одружений із Марією-Терезою Местре, має п'ятьох дітей;
- Жан (нар.1957) — був двічі морганатично одружений, має трьох синів та доньку;
- Маргарита (нар.1957) — дружина принца Ліхтенштейнського Ніколауса, має трьох дітей;
- Гійом (нар.1963) — одружений із Сибіллою Вайллер, має трьох синів та доньку.